# Трефилова, Вера Александровна
Ве́ра Алекса́ндровна Трефи́лова (в некоторых источниках Иванова; 8 октября 1875, Владикавказ — 11 июля 1943, Париж) — русская балерина и педагог, артистка Мариинского театра в 1894—1910 годах, в 1921—1926 годах выступала с Русским балетом Дягилева. Была замужем за издателем и коллекционером Николаем Соловьёвым (1877—1915) и балетоведом Валерианом Светловым (1860—1934).

## Биография
Вера Трефилова родилась в артистической семье. Её мать Н. П. Трефилова, унтер-офицерская вдова, была драматической актрисой, в браке не состояла. Крёстной стала выдающаяся драматическая актриса Мария Савина.
Училась в Петербургском театральном училище, где среди её педагогов были Екатерина Вазем и Павел Гердт. После выпуска в 1894 году была зачислена в кордебалет петербургской труппы Императорских театров. 28 июля того же года участвовала в спектакле, приуроченном к бракосочетанию Ксении Александровны и Александра Михайловича, исполнив партию Амура в «Пробуждении Флоры» на сцене придворного Эрмитажного театра (Флора — Матильда Кшесинская).
В 1898 году на премьере балета Льва Иванова «Дочь микадо» Трефилова заменила Екатерину Гельцер, но выход прошёл неудачно, оставив её ещё на несколько лет в кордебалете — тем не менее, она выступала в небольших сольных партиях.
Уже работая на сцене, она продолжала брать уроки, занимаясь с такими педагогами, как Катарина Беретта, Энрико Чекетти, Мори (в Париже), Евгения Соколова, Николай Легат. В 1906 году заняла положение солистки Мариинского театра.
После того, как балерина вышла замуж за издателя и коллекционера Николая Соловьёва (её первый муж А. Бутлер, сын сенатора, был пьяницей и картёжником, и брак долго не просуществовал), она оставила сцену — по требованию супруга, либо из-за обострившихся отношений с режиссёром труппы Николаем Сергеевым. Последним её спектаклем в Мариинском театре стало «Лебединое озеро» 24 января 1910 года. В 1912 году или чуть позднее Соловьёв приобрёл особняк на Лицейской улице, где и поселился с супругой. После его смерти в 1915 году Трефилова пыталась продолжить издание его журнала «Русский библиофил», однако с издательской деятельностью не справилась. Она также попыталась вернуться на сцену, выступив в драматической роли в Михайловском театре.
В 1916 году вновь вышла замуж — третьим мужем стал литератор и балетный критик, редактор журнала «Нива» Валериан Светлов. После Октябрьской революции 1917 года супруги эмигрировали во Францию и поселились в Париже. Великолепное собрание Трефиловой книг и балетных гравюр было распродано по частям.
В 1921 году Вера Трефилова получила приглашение от Сергея Дягилева исполнить партию Авроры в постановке балета  «Спящая красавица» во время лондонского сезона его труппы. После этого балерина неоднократно танцевала в «Русском балете», исполняя главные партии в «Спящей красавице», «Лебедином озере», «Видении розы». Последний раз вышла на сцену в 1926 году.
В Париже у Трефиловой была собственная балетная студия. Среди её учениц — Нина Вырубова, Марина Светлова, Мэри Скипинг (Mary Skeaping), Мари Бикнелл (Mari Bicknell).
Скончалась в Париже во время Второй мировой войны 11 июля 1943 года.

## Оценка творчества
Трефилова была приверженцем классического балета, отрицая новаторство. Она стала мастером академического танца. Пресса отмечала: «Трефилова — одна из последних классических балерин дофокинского балета. Её танец не ослеплял виртуозной бравурностью, но привлекал законченной гармоничностью, тщательной отделкой каждого движения, мягкой и пластичной кантиленой, выразительной скульптурностью поз».
Критик Валериан Светлов, в 1916 году ставший мужем балерины, писал о ней: «Мы увидели в ней настоящую, вполне готовую балерину, и притом недюжинную, а интересную, пластичную, грациозную, с богато развитой техникой и даже виртуозностью классического танца. Что особенно ценно в ней — это полнейшее взаимодействие рук, ног и корпуса: все в гармонии, ничто не режет глаз, ни одного фальшивого движения, ни одной неоконченной позы».

## Репертуар
- 28 июля 1894, Эрмитажный театр — Амур*, «Пробуждение Флоры» Риккардо Дриго, балетмейстеры Мариус Петипа и Лев Иванов (8 января 1895 — премьера на сцене Мариинского театра)
- фея Серебра, «Спящая красавица», балетмейстер Мариус Петипа
- pas de deux I акта, «Жизель»
- Гюльнара, «Корсар»
- четвёрка лебедей, «Лебединое озеро»
- танец «Ману», «Баядерка»
- 1896[3] либо 1898 — «Ацис и Галатея», композитор К. Кавос, балетмейстер Лев Иванов — сначала Амур, затем Гименея (первая крупная партия[2])
- 1900 — «Времена года» А. К. Глазунова, балетмейстер Мариус Петипа — Град
- 1902 — Китри, «Дон Кихот» в постановке Александра Горского
- 1902 — Наида, «Ручей»
- 1903 — Кукла-японка, «Фея кукол», балетмейстеры Николай и Сергей Легат
- 1903 — Эмма, «Гарлемский тюльпан»
- 1904 — принцесса Аврора, «Спящая красавица»
- 1907 — «Красный цветок», балетмейстер Н. Г. Легат
- 1907 — «Ночь Терпсихоры», балетмейстер Михаил Фокин
- Флора, «Пробуждение Флоры», балетмейстер Мариус Петипа
- Джанина, «Наяда и рыбак», балетмейстер Мариус Петипа
- Тереза, «Привал кавалерии», балетмейстер Мариус Петипа
- Сванильда, «Коппелия», балетмейстеры Энрико Чекетти и Лев Иванов
- Грациелла, «Грациелла»
- Одетта и Одиллия, «Лебединое озеро», балетмейстеры Мариус Петипа и Лев Иванов

(*) — первая исполнительница партии.